# ニコラ・サンソン

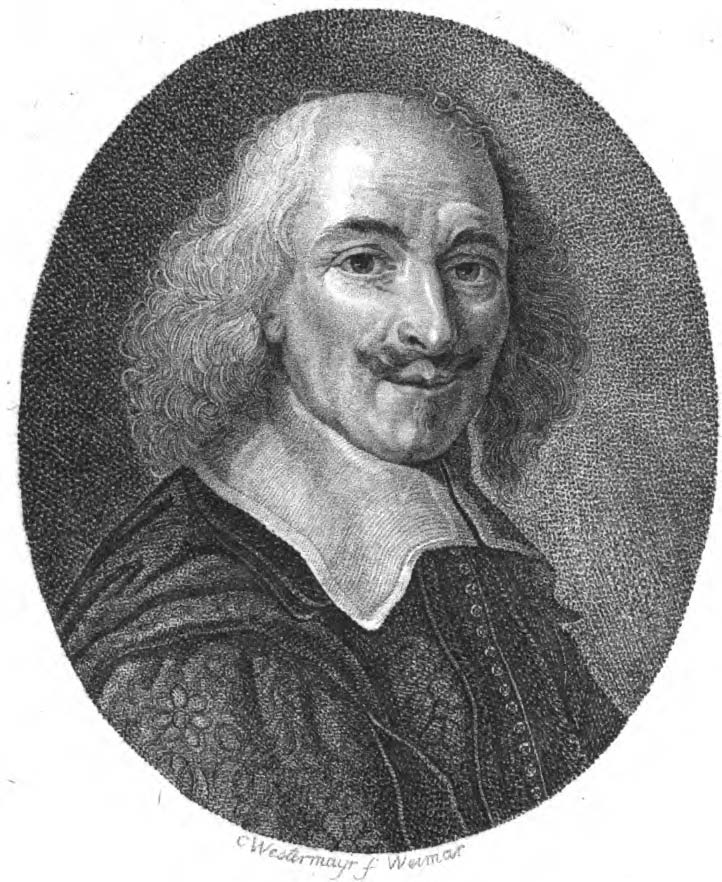
ニコラ・サンソン

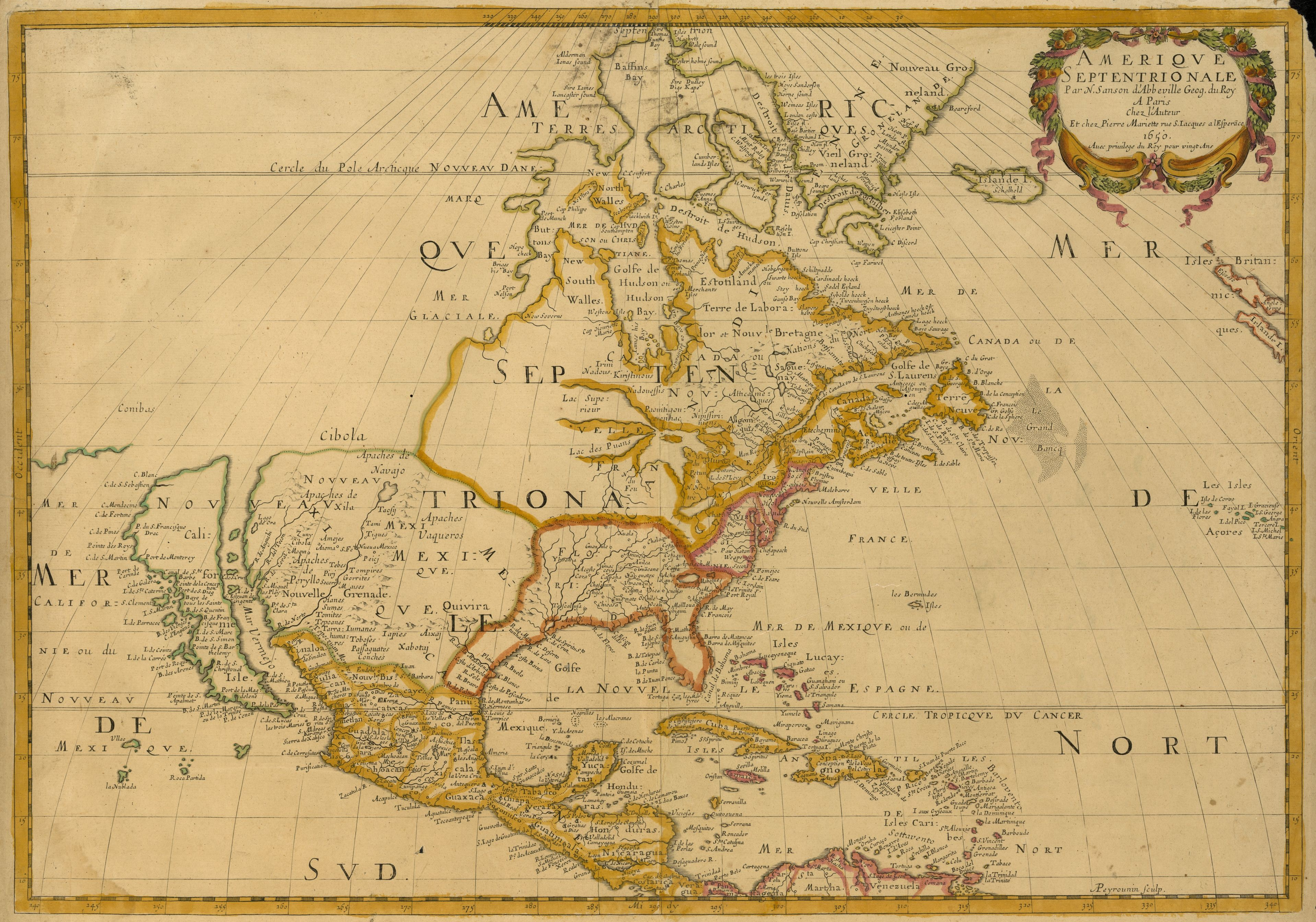
サンソンによる北アメリカの地図（1650年）。バハ・カリフォルニア半島が島として描かれている。

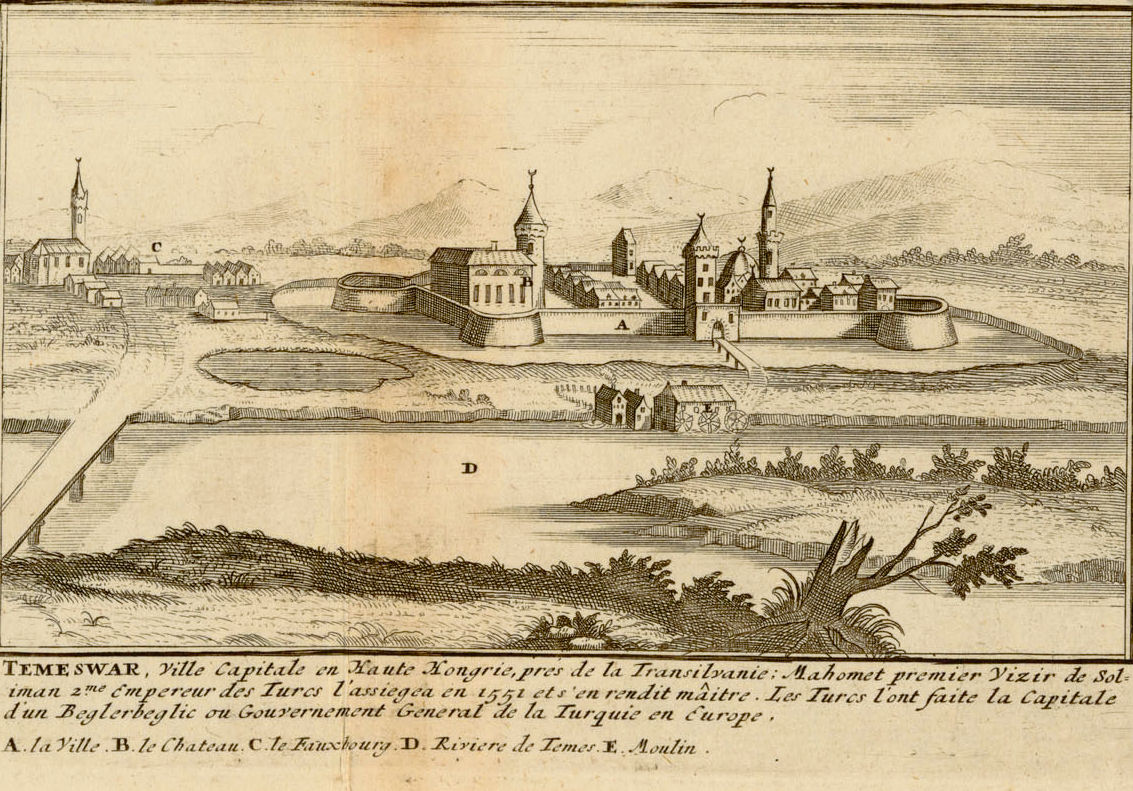
サンソンによるテメシュヴァール（現在のティミショアラ）の絵（1656年）

ニコラ・サンソン（Nicolas Sanson、1600年12月20日 - 1667年7月7日）は、フランスの地理学者・地図製作者である。2代の国王に仕え、地理学の分野で活躍し、「フランスの地図製作の父」と呼ばれている。

## 生涯
1600年12月20日（グレゴリオ暦12月31日）にアブヴィルで生まれた。生家は、ピカルディにおけるスコットランド系の古い家系である。アミアンのイエズス会で教育を受けた。
1627年にわずか18歳でガリアの地図を作成した（あるいは作成を始めた）ことで、リシュリュー枢機卿に知られるようになり、サンソンはフランス国王に仕える地理学者となった。サンソンはルイ13世とルイ14世に地理学を教えた。ルイ13世がアブヴィルのサンソンのもとを訪問した際、国王は町が用意した宿舎ではなく、当時は要塞工事に従事していたサンソンの客人としてその家に滞在することを好んだ。この訪問の後、国王はサンソンを国務大臣に任命した。
1627年に、最初の重要な地図である"Postes de France"を製作し、1632年に版画出版者のメルヒオール・タヴェルニエによって出版された。その後、地図帳を何冊か自分で出版した後、版画出版者のピエール・マリエットの仲間となった。
1647年、イエズス会のフィリップ・ラベが自身の"Pharus Galliae Antiquae"を盗作したとして非難した。1648年、長男のニコラをフロンドの乱で亡くした。晩年の友人には、コンデ公ルイ2世（大コンデ）がいた。1667年7月7日にパリで死去した。息子のアドリアン（1708年没）とギヨーム（1703年没）が王に仕える地理学者の職を引き継いだ。
1692年、アレクシス＝ユベール・ジャイロがサンソンの地図を集めて"Atlas nouveau"（新地図帳）を作成した。
地図投影法のサンソン図法は、サンソンの地図帳で用いられたことからその名がついているが、サンソン以前の地図でも使用されており、実際の考案者は不明である。

## 主な著作物
- Galilee antiquae descriptio geographica （ガリアの歴史と地理、1627年）
- Graeciae antiquae descriptio （古代ギリシャについて、1636年）
- L'Empire romain （ローマ帝国、1637年）
- Britannia, ou recherches de l'antiquité d'Abbeville （ブリタニア、またはアブヴィルの古代性の研究、1638年） - この中で、ストラボンのブリタニアをアブヴィルと同一視しようとしている。
- La France （フランス、1644年）
- Tables méthodiques pour les divisions des Gaules （ガリアの分割のための方法論的な表、1644年）
- L'Angleterre, l'Espagne, l'Italie et l'Allemagne （イギリス・スペイン・イタリア・ドイツ、1644年）
- Le Cours du Rhin （ライン川沿岸、1646年）
- In Pharum Galliae antiquae Philippi L'Abbe disquisitiones（1647–1648年）
- Remarques sur la carte de l'ancienne Gaule de César （カエサルによる古代ガリアの地図に関する注記、1651年）
- L'Asie （アジア、1652年）
- Index geographicus （地理索引、1653年）
- Les Estats de la Couronne d'Arragon en Espagne （スペインのアラゴン王家の領地、1653年）
- Geographia sacra （1653年）
- L'Afrique （アフリカ、1656年）
- Sanson, Nicolas (1656), Le Canada ou Nouvelle France, &c., Paris: Chez Pierre Mariette, OCLC 32881783（カナダやヌーベルフランスなど）
- Sanson, Nicolas (1658), Cartes générales de toutes les parties du monde, Paris: P. Mariette, OCLC 11510414（世界各地の総合地図）
- Tables geographiques des divisions du globe terrestre（1677年）. Paris: H. Jalliot. 26 p.（世界の区分の地理的な表）

### 情報源
- この記事にはアメリカ合衆国内で著作権が消滅した次の百科事典本文を含む: Chisholm, Hugh, ed. (1911). "Sanson, Nicolas". Encyclopædia Britannica (英語). Vol. 24 (11th ed.). Cambridge University Press. p. 183.